# Шатейкяйское староство
Шатейкяйское староство (лит. Šateikių seniūnija) — одно из 11 староств Плунгеского района, Тельшяйского уезда Литвы. Административный центр — деревня Шатейкяй .

## География
Расположено на западе Литвы, в западной части Плунгеского района, на Жемайтской возвышенности
Граничит с Плателяйским староством на севере, Бабрунгским — на востоке, Наусодским — на юге и юго-востоке, Имбарским староством Кретингского района — на северо-западе, а также Кулупенайским и Картянским староствами Кретингского района — на западе и юго-западе.
Общая площадь Шатейкяйского староства составляет 133,6 км², из которых: 78,5 км² занимают сельскохозяйственные угодья, 32,7 км² — леса.

## Население
Шатейкяйское староство включает в себя 20 деревень.